# Governatore del Montana
Il Governatore del Montana (in inglese: Governor of Montana) è il capo del governo e delle forze armate dello stato statunitense del Montana.
L'attuale governatore è il repubblicano Greg Gianforte.

## Lista dei governatori
Democratico (15) 
  Repubblicano (10)
| #  | Nome                 | Mandato          | Mandato          | Partito      |
| #  | Nome                 | Inizio           | Termine          | Partito      |
| -- | -------------------- | ---------------- | ---------------- | ------------ |
| 1  | Joseph K. Toole      | 8 novembre 1889  | 1º gennaio 1893  | Democratico  |
| 2  | John E. Rickards     | 2 gennaio 1893   | 3 gennaio 1897   | Repubblicano |
| 3  | Robert Burns Smith   | 4 gennaio 1897   | 7 gennaio 1901   | Democratico  |
| 4  | Joseph K. Toole      | 7 gennaio 1901   | 1º aprile 1908   | Democratico  |
| 5  | Edwin L. Norris      | 1º aprile 1908   | 5 gennaio 1913   | Democratico  |
| 6  | Sam V. Stewart       | 6 gennaio 1913   | 2 gennaio 1921   | Democratico  |
| 7  | Joseph M. Dixon      | 3 gennaio 1921   | 4 gennaio 1925   | Repubblicano |
| 8  | John Edward Erickson | 4 gennaio 1925   | 13 marzo 1933    | Democratico  |
| 9  | Frank Henry Cooney   | 13 marzo 1933    | 15 dicembre 1935 | Democratico  |
| 10 | Elmer Holt           | 15 dicembre 1935 | 4 gennaio 1937   | Democratico  |
| 11 | Roy E. Ayers         | 4 gennaio 1937   | 6 gennaio 1941   | Democratico  |
| 12 | Sam C. Ford          | 6 gennaio 1941   | 3 gennaio 1949   | Repubblicano |
| 13 | John W. Bonner       | 3 gennaio 1949   | 5 gennaio 1953   | Democratico  |
| 14 | J. Hugo Aronson      | 5 gennaio 1953   | 2 gennaio 1961   | Repubblicano |
| 15 | Donald Grant Nutter  | 2 gennaio 1961   | 25 gennaio 1962  | Repubblicano |
| 16 | Tim M. Babcock       | 25 gennaio 1962  | 6 gennaio 1969   | Repubblicano |
| 17 | Forrest H. Anderson  | 6 gennaio 1969   | 1º gennaio 1973  | Democratico  |
| 18 | Thomas Lee Judge     | 1º gennaio 1973  | 5 gennaio 1981   | Democratico  |
| 19 | Ted Schwinden        | 5 gennaio 1981   | 2 gennaio 1989   | Democratico  |
| 20 | Stan Stephens        | 2 gennaio 1989   | 4 gennaio 1993   | Repubblicano |
| 21 | Marc Racicot         | 4 gennaio 1993   | 1º gennaio 2001  | Repubblicano |
| 22 | Judy Martz           | 1º gennaio 2001  | 3 gennaio 2005   | Repubblicano |
| 23 | Brian Schweitzer     | 3 gennaio 2005   | 7 gennaio 2013   | Democratico  |
| 24 | Steve Bullock        | 7 gennaio 2013   | 4 gennaio 2021   | Democratico  |
| 25 | Greg Gianforte       | 4 gennaio 2021   | in carica        | Repubblicano |